# キンセンガニ
キンセンガニ（金線蟹、金銭蟹、学名: Matuta victor   (Fabricius,1781)）は、十脚目キンセンガニ科に分類されるカニの一種。インド太平洋の温暖な砂浜に生息する中型のカニである。キンセンガニ科の分類のモノグラフによると、日本の図鑑類でもよく混同されている Ashtoret lunaris  （Forskål）および  Matuta lunaris   Forskålはコモンガニの学名である（Galil & Clark 1994, Ng et al. 2008）。

## 特徴
側棘を含めた甲幅は雄で50-70mm、雌は40-60mmほどで、カニとしては中型の部類である。頭胸甲はほぼ円形でドーム状に膨らみ、光沢がある。甲の左右に長い側棘が張り出し、側棘から目までの前側縁には6個（側棘を含めると計7個）の鋸歯がある。両目の間には二叉した額角がある。
鉗脚は大きく、表面に小さな棘やイボ状突起がありゴツゴツしている。大型個体は挟む力も強く、手などを挟まれると出血に至ることがある。4対8本の歩脚は全て鰭状の遊泳脚に変化しており、形は各対で少しずつ異なる。この遊泳脚を巧みに使うことによって、素早く砂の中に潜ったり、高速で泳ぐことができる。生体の体色は黄色で、甲の表面や脚の関節部に紫褐色の斑点が密布する。腹側は白い。
カニの分類上ではカラッパ類やコブシガニ類に近いとされ、現生カニ類としてはやや原始的な部類に含まれる。嘗ては近縁種と共にカラッパ科（Calappidae）キンセンガニ亜科（Matutinae）として分類されていた。

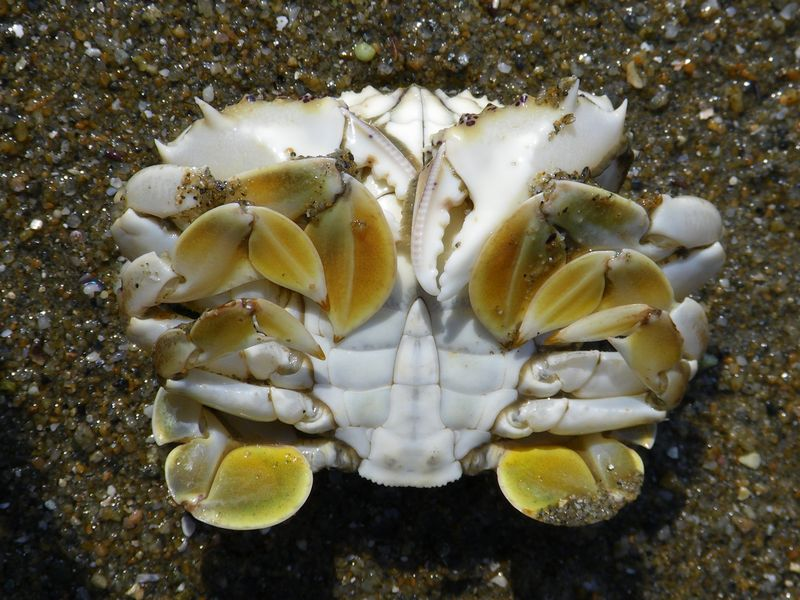
キンセンガニの腹面。歩脚の形状は対ごとに異なる

### 生態
インド太平洋の熱帯・亜熱帯海域に広く分布する。日本でも房総半島から南西諸島・小笠原諸島まで、暖流の影響が強い地域で広く見られる。
水のきれいな砂浜の潮間帯から水深15mほどまでに生息し、同所的にタイワンガザミやイシガニなどが見られることもある。水中の砂底付近を横方向に素早く泳ぎ回るが、驚いた時などは脚で砂を掻き、数秒のうちに砂に潜ってしまう。このため海水浴場などでは砂に潜ったものを気づかずに踏んでしまうことがある。食性は雑食性で、打ち上げられた海藻、動物の死骸、小動物などを食べる。
このカニを捕獲するには、まず砂に潜るまで待ち、潜った位置にタモ網を上からかぶせて砂ごと掬い取れば捕獲できる。網で掬うと脚を縮めて丸くなり擬死（死んだふり）をする。手で掬い取ることもできるが、挟まれるとかなり痛いので注意が必要である。人や地域によっては食用にすることもあるが一般的ではない。

## 近縁種
日本にはキンセンガニ以外にも、キンセンガニ科（Matutidae）のカニが数種分布している。
- アミメキンセンガニ Matuta planipes Fabricius,1798
- コモンガニ Ashtoret lunaris  （Forskål 1775）
- マダラキンセンガニ Ashtoret miersii Henderson,1887
- ヒメキンセンガニ Izanami curtispina Sakai,1961